# ملاخ
ملاخ (به آلمانی: Mellach) یک منطقهٔ مسکونی در اتریش است که در گراتس اومگبونگ واقع شده‌است. ملاخ ۹٫۹۵ کیلومتر مربع مساحت دارد ۳۴۰ متر بالاتر از سطح دریا واقع شده‌است.